# Jet2.com
Jet2 är ett brittiskt lågprisflygbolag med säte i Leeds, Storbritannien. Bolaget har baser på sju brittiska flygplatser, och trafikerar ifrån dessa direktlinjer till 49 europeiska destinationer. Man bedriver även verksamhet med utchartrade plan till researrangörer, och dessutom viss godstrafik. Bolagets huvudsakliga bas och huvudkontor ligger på Leeds/Bradfords flygplats. Dessutom har man ett antal mindre baser på flygplatserna i Manchester, Belfast, Blackpool, Edinburgh, Newcastle och East Midlands.
Under 2009 transporterade bolaget totalt cirka 3 miljoner passagerare.

## Flygplansflotta
Jet2:s flygplansflotta består av följande flygplan (maj 2010):
| Flygplanstyp     | Antal | Passagerarkapacitet | Beställningar | Användningsområde   |
| ---------------- | ----- | ------------------- | ------------- | ------------------- |
| Boeing 737-300   | 16    | 148                 | 1             | Passagerare         |
| Boeing 737-300QC | 7     | 148                 | 0             | Passagerare & Frakt |
| Boeing 737-300F  | 1     | 0                   | 0             | Frakt               |
| Boeing 757-200   | 10    | 228, 235 eller 238  | 1             | Passagerare         |